# (S)-2-idrossiacido ossidasi
La (S)-2-idrossiacido ossidasi è un enzima appartenente alla classe delle ossidoreduttasi, che catalizza la seguente reazione:
(S)-2-idrossiacido + O2 ⇄ 2-ossoacido + H2O2
L'enzima è una flavoproteina contenente FMN, esistente in due tipi diversi di isoenzima. La forma A ossida preferenzialmente gli idrossiacidi che presentano catene alifatiche brevi (ed è stata precedentemente classificata con il nome di glicolato ossidasi e la classificazione EC 1.1.3.1). La forma B ossida invece preferenzialmente idrossiacidi a catena lunga o aromatica. L'isoenzima presente nel ratto agisce anche come una L-amminoacido ossidasi.